# Ingrid Hartmann
Ingrid Hartmann (ur. 23 lipca 1930 w Bad Salzuflen, zm. 9 listopada 2006 w Wiesbaden) – niemiecka kajakarka, medalistka olimpijska.

## Kariera sportowa
Zawody w 1960 były jej jedynymi igrzyskami olimpijskimi. W barwach olimpijskiej reprezentacji Niemiec zdobyła srebro na dystansie 500 metrów w dwójce. Partnerowała jej Therese Zenz. Jako reprezentantka Niemiec Zachodnich na mistrzostwach świata zdobyła dwa medale (srebro w K-4 na dystansie 500 metrów w 1963, brąz w K-2 w 1958), była również srebrną medalistką mistrzostw Europy w 1957 oraz brązową w 1959 w K-2 na 500 metrów.